# Горное Озеро (пруд, Виноградное)
Горное Озеро (Мухальвади) — водохранилище в Крыму, вблизи села Виноградное (в 1,7 км). Питается от стока в долине и от родников бассейна реки Ла-Илья через искусственные водоводы. К западу расположены отроги Бабуган-яйлы.

## Описание
Водохранилище построено в урочище Мухальвади (урочище описано И. М. Педдакасом в путеводителе А. Безчинского, причём отдельно упоминается про обильные родники, что не характерно для засушливого ЮБК) в первой половине XX века для целей орошения сельхозугодий 1-го отделения винсовхоза Кастель (с 1959 года посёлок Виноградный). Имеется упоминание о нём в статье по табаководству: «... В Биюк-Ламбате в 1945 г. из 21 га табаков пропало 8 га из-за отсутствия воды в то время, как в водохранилище Могульради воды много, но подводящий воду трубопровод засорен и не очищен.»
Над водохранилищем находится гора Урага. Дамба земляная, пролегает с севера на юг. В 1930-е годы объём водохранилища оценивался в 5 млн вёдер. Питание водохранилища проводится не только из его долины, но и из соседних долин бассейна реки Ла-Илья (другие названия Кара-Узень, Ай-Лийя) от родников Ай-Илья. Для преодоления водоразделов были построены закрытые водоводы.
После аннексии Крыма Россией водозаборы на родниках, водопроводы и место отдыха «Горное Озеро» управляются предприятием ГП «Таврида».
От Горного Озера до посёлка Малый Маяк — 2,6 километра. До горы Парагильмен — 2,0 километра. На берегу размещена оборудованная туристская стоянка.

## Галерея

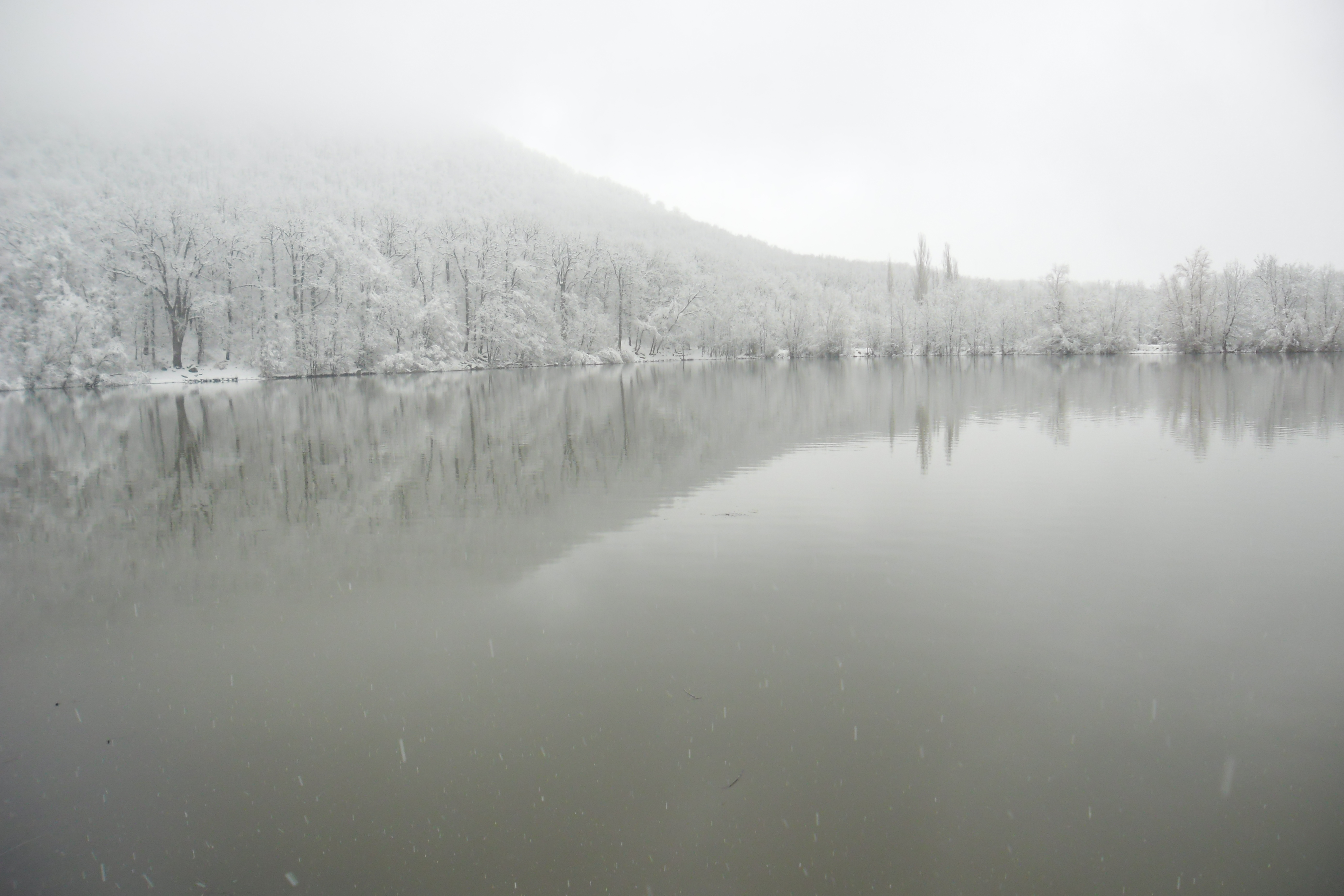
Пруд зимой
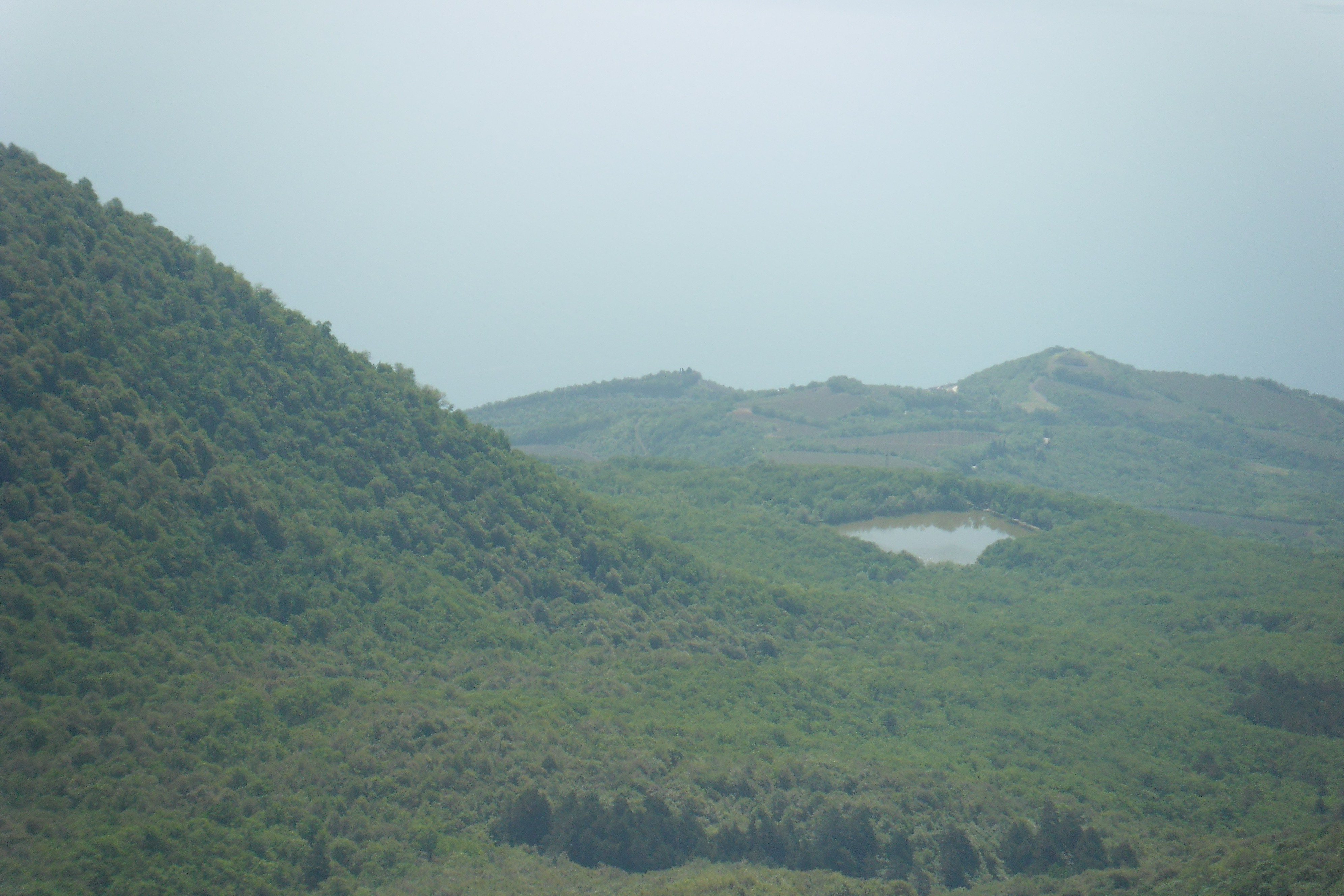
Вид с Бабуган-яйлы
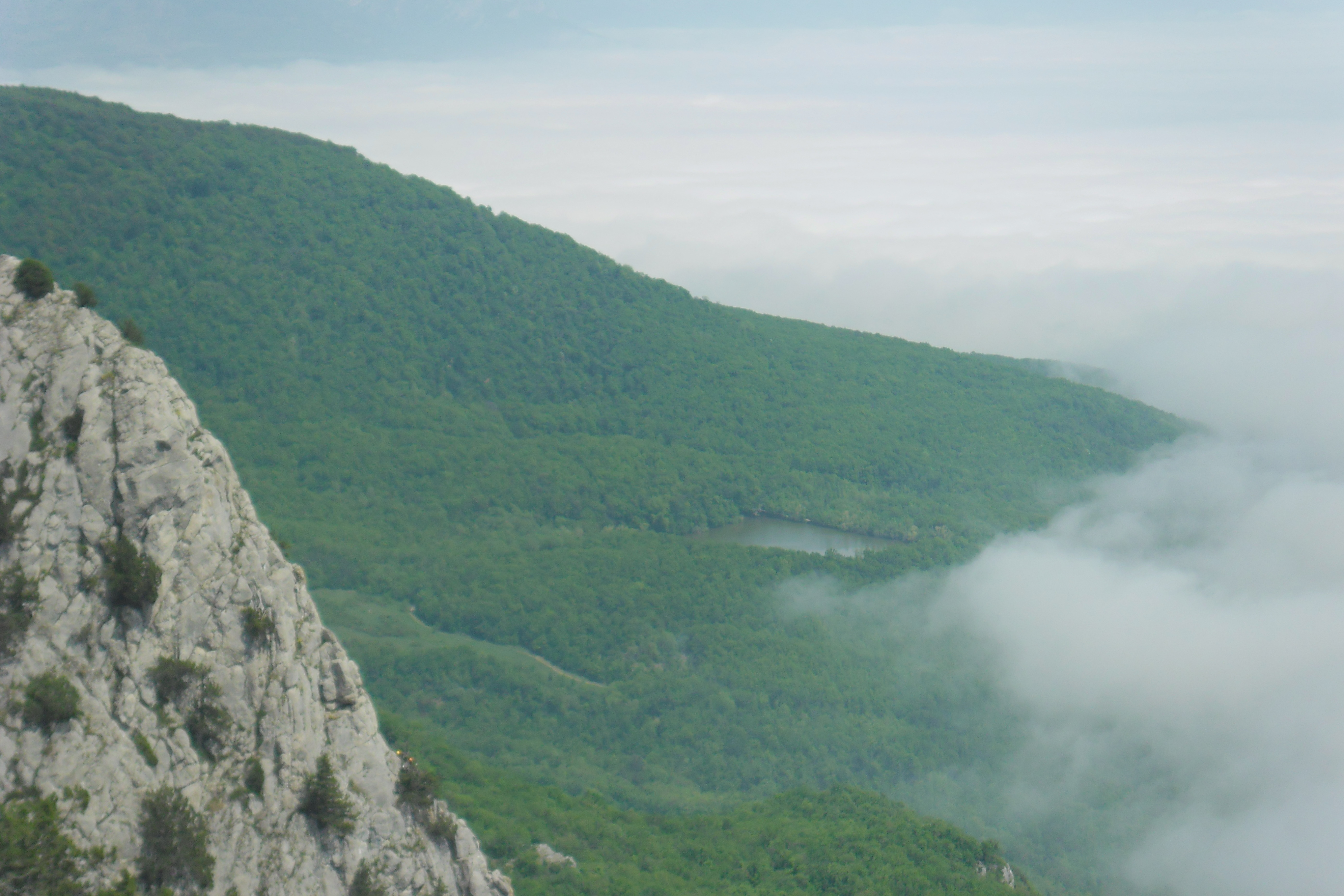
Вид с Парагильмена